# Игрок года ФИБА Европа

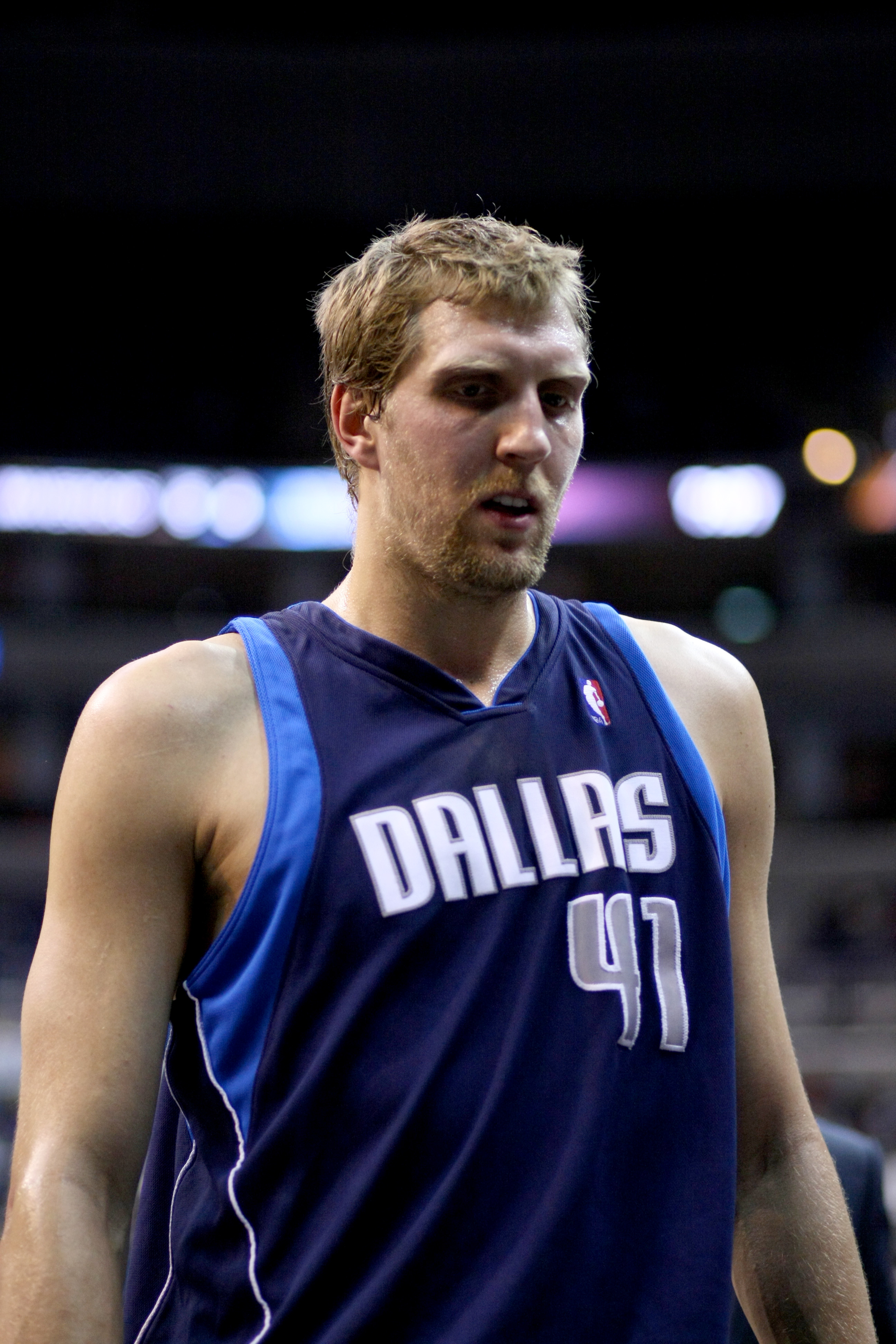
Дирк Новицки — первый обладатель титула.

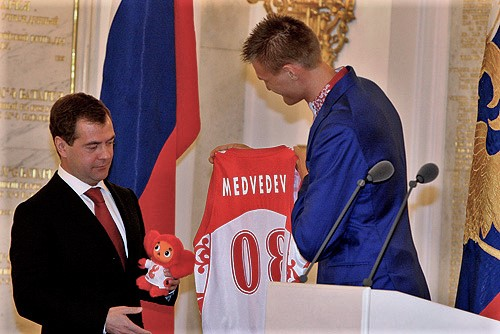
Андрей Кириленко — «Игрок года ФИБА Европа» 2007 и 2012 годов.

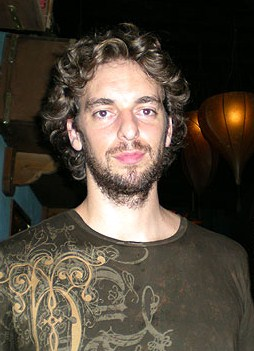
Пау Газоль признавался Игроком года ФИБА Европа дважды.

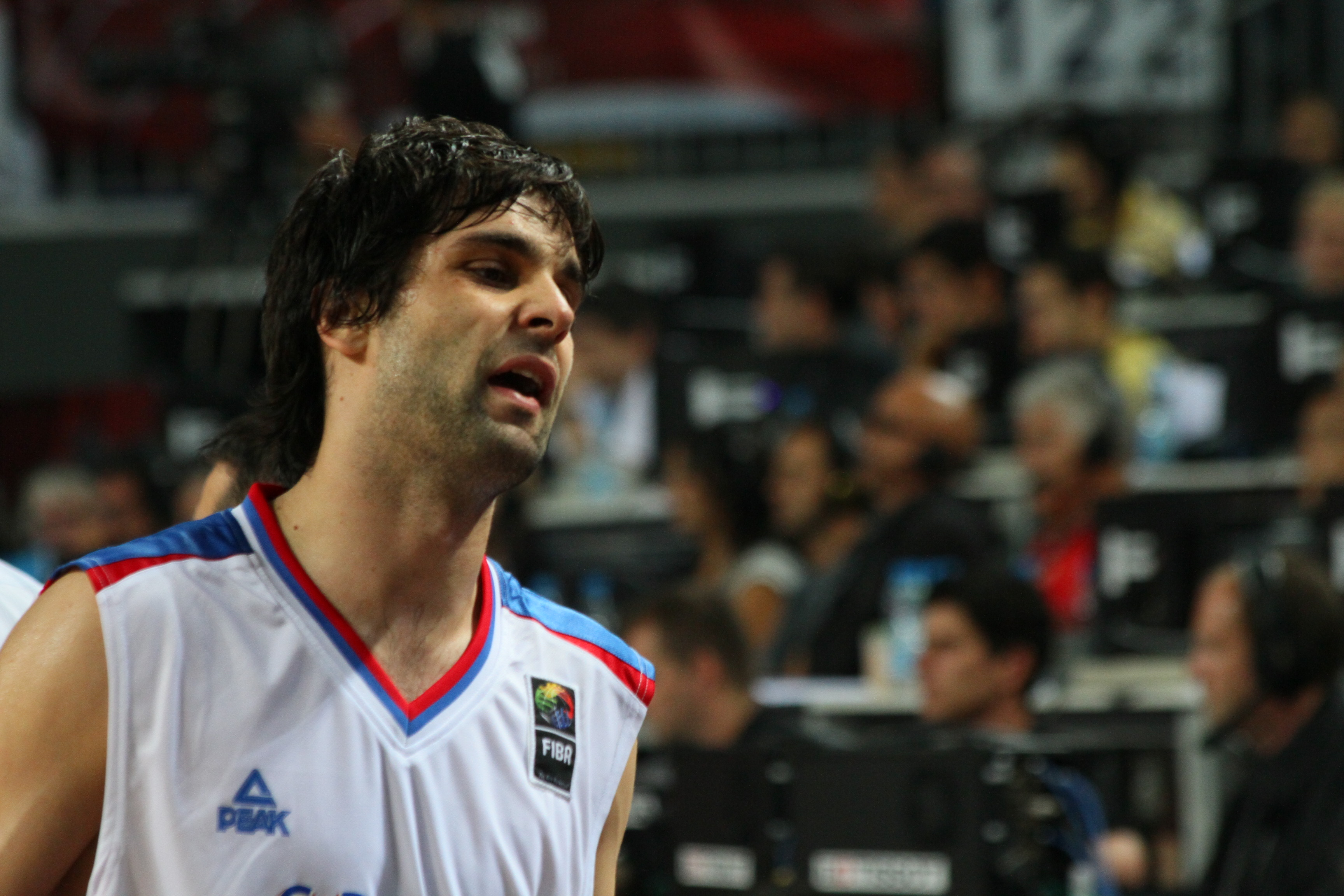
Милош Теодосич — обладатель титула 2010 года.

«Игрок года ФИБА Европа» — ежегодная баскетбольная награда, вручаемая лучшему баскетболисту и баскетболистке. Награда учреждена в 2005 году. Выбор лучшего игрока проводится ФИБА Европа путём голосования среди болельщиков, баскетбольных экспертов, журналистов и тренеров из 25 стран. Награда вручается игроку из Европы который достиг максимального уровня мастерства играя за спортивный клуб или сборную на протяжении всего года. Все европейские игроки, независимо от того, где они играют в мире, претендуют на награду, в том числе игроки из НБА и WNBA.
Титул «Игрок года ФИБА Европа» считается самой престижной ежегодной наградой во всём мире для всех европейских баскетболистов. Действующие обладатели награды — российский форвард «Миннесота Тимбервулвз» Андрей Кириленко и чешская защитница «Фенербахче» Хана Хоракова.

## Победители
Если победитель выступал за несколько команд в год награждения, то команды указаны в хронологическом порядке. Женщины часто играют в межсезонье по окончании Европейских чемпионатов в WNBA.

### Мужчины
| Год  | Позиция      | Игрок              | Национальность | Команда                              | Ссылка |
| ---- | ------------ | ------------------ | -------------- | ------------------------------------ | ------ |
| 2005 | Форвард      | Дирк Новитцки      | Германия       | Даллас Маверикс                      |        |
| 2006 | Защитник     | Теодорас Папалукас | Греция         | ЦСКА (Москва)                        |        |
| 2007 | Форвард      | Андрей Кириленко   | Россия         | Юта Джаз                             | [ 1 ]  |
| 2008 | Центрфорвард | Пау Газоль         | Испания        | Мемфис Гриззлис Лос-Анджелес Лейкерс |        |
| 2009 | Центрфорвард | Пау Газоль         | Испания        | Лос-Анджелес Лейкерс                 |        |
| 2010 | Защитник     | Милош Теодосич     | Сербия         | Олимпиакос                           |        |
| 2011 | Форвард      | Дирк Новитцки      | Германия       | Даллас Маверикс                      |        |
| 2012 | Форвард      | Андрей Кириленко   | Россия         | ЦСКА (Москва) Миннесота Тимбервулвз  | [ 2 ]  |
| 2013 | Защитник     | Тони Паркер        | Франция        | Сан-Антонио Спёрс                    |        |
| 2014 | Защитник     | Тони Паркер        | Франция        | Сан-Антонио Спёрс                    |        |

### Женщины
| Год  | Игрок           | Национальность | Команда                             |
| ---- | --------------- | -------------- | ----------------------------------- |
| 2005 | Мария Степанова | Россия         | ВБМ-СГАУ (Самара) Финикс Меркьюри   |
| 2006 | Мария Степанова | Россия         | ВБМ-СГАУ (Самара)                   |
| 2007 | Анете Екабсоне  | Латвия         | Динамо (Москва)                     |
| 2008 | Мария Степанова | Россия         | ВБМ-СГАУ (Самара)                   |
| 2009 | Сандрин Груда   | Франция        | УГМК (Екатеринбург) Коннектикут Сан |
| 2010 | Хана Хоракова   | Чехия          | Фенербахче                          |
| 2011 | Альба Торренс   | Испания        | Авенида (Саламанка) Галатасарай     |
| 2012 | Селин Дюмерк    | Франция        | Бурж                                |
| 2013 | Санчо Литтл     | Испания        | Фенербахче                          |
| 2014 | Альба Торренс   | Испания        | УГМК (Екатеринбург)                 |